# Aleksandr Sizonenko
Aleksandr Alekseevič Sizonenko (in russo Александр Алексеевич Сизоненко?; Zaporižžja, 27 luglio 1959 – San Pietroburgo, 5 gennaio 2012) è stato un cestista sovietico.

## Carriera
Sizonenko è stato uno fra i più alti giocatori di basket della storia, infatti era alto 239 cm. Nella sua carriera ha giocato nel Spartak Sankt-Peterburg, nel CSK VVS Samara e nella Nazionale sovietica.

## Curiosità
Nel 1991 è stato riconosciuto uomo più alto vivente, è stato poco dopo superato da Suleiman Ali Nashnush, che misurava 245 cm.